# Liberty (Caroline du Nord)
Pour les articles homonymes, voir Liberty.
Liberty est une ville américaine située dans le comté de Randolph dans l'État de Caroline du Nord. En 2010, sa population était de 2 656 habitants.

## Démographie
| 1890 | 1900 | 1910 | 1920 | 1930 | 1940 |
| ---- | ---- | ---- | ---- | ---- | ---- |
| 366  | 304  | 474  | 636  | 873  | 922  |

| 1950  | 1960  | 1970  | 1980  | 1990  | 2000  |
| ----- | ----- | ----- | ----- | ----- | ----- |
| 1 342 | 1 438 | 2 167 | 1 997 | 2 047 | 2 661 |

| 2010  | - | - | - | - | - |
| ----- | - | - | - | - | - |
| 2 656 | - | - | - | - | - |

## Traduction
- (en) Cet article est partiellement ou en totalité issu de l’article de Wikipédia en anglais intitulé « Liberty, North Carolina » (voir la liste des auteurs).